# Bow (Londres)
Bow es un barrio del municipio londinense de Tower Hamlets. Se encuentra a unos 7,4 km (4,6 mi) al este de Charing Cross, Londres, Reino Unido. Según el censo de 2011 contaba con una población de 27720 habitantes. Forma parte del East End y parte del Parque Olímpico Reina Isabel se encuentra en este barrio. 